# Пайпер Лорі
Пайпер Лорі (англ. Piper Laurie, при народженні Розетта Джейкобс, англ. Rosetta Jacobs; 22 січня 1932, Детройт, Мічиган — 14 жовтня 2023, Лос-Анджелес, Каліфорнія) — американська акторка театру, кіно та телебачення.

## Життєпис
Народилася 22 січня 1932 року у Детройті, штат Мічиган, в родині торговця меблями Альфреда Джейкобса (1904—1996) і Шарлотти Сейді Гальперін (1905—1975), які окрім неї мали ще одну доньку. Дідусь і бабуся з батькового боку були єврейськими іммігрантами з Польщі, з материного — з Росії. 1938 року родина переїхала до Лос-Анджелеса.
1949 року підписала контракт з Universal Studios, тоді ж змінила ім'я на Пайпер Лорі. В кіно дебютувала 1950 року у фільмі «Луїза», де її партнером був Рональд Рейган, з яким вона на той час зустрічалася. Після низки розважальних фільмів, де грала з такими акторами, як Тоні Кертіс, Дональд О'Коннор, Джулі Адамс та Рок Гадсон, незадоволена ролями, перебралася до Нью-Йорка, де вивчала акторську майстерність, одночасно працюючи в театрі та на телебаченні. 1961 року повернулася до Голлівуду, щоб виконати головну жіночу роль у фільмі «Більярдист» з Полом Ньюменом, за яку була номінована на премію Оскар як найкраща акторка. 1965 року грала у бродвейській постановці «Скляного звіринця» Теннессі Вільямса за участю Морін Степлтон, Пет Гінгл та Джорджа Гріззарда.
1976 року виконала роль Маргарет Вайт у фільмі «Керрі» Браяна де Пальми за дебютним романом Стівена Кінга, яка принесла їй номінацію на Оскар у категорії найкраща акторка другого плану. 1979 року зіграла Мері Гортон в австралійському фільмі «Тім» за романом Колін Маккаллоу, де її партнером став Мел Гібсон. 1983 року виконала роль Енн Мюллер у мінісеріалі «Ті, що співають у терні», за яку отримала номінації не премії Золотий глобус та Еммі. 1986 року отримала ще одну номінацію на премію Оскар як найкраща акторка другого плану за роль місіс Норман у фільмі «Діти меншого бога». Того ж року отримала премію Еммі у категорії найкраща жіноча роль другого плану у мінісеріалі або телефільмі за мінісеріал «Обіцянка».
У 1990—1991 роках виконувала роль Кетрін Мартелл у серіалі «Твін Пікс» Девіда Лінча, яка принесла їй премію Золотий глобус за найкращу жіночу роль другого плану у серіалі, мінісеріалі або телефільмі. Тоді ж з'явилася у фільмі «Чужі гроші» з Грегорі Пеком, а також у першій американській стрічці Даріо Ардженто «Травма» з Азією Ардженто. У 1995—1996 роках грала матір персонажа Джорджа Клуні у серіалі «Швидка допомога».
2006 року виступила режисером художнього короткометражного фільму «Властивість» (англ. Property). 2011 року видала автобіографічну книгу «Learning to Live Out Loud».
Пайпер Лорі померла 14 жовтня 2023 року в себе вдома у Лос-Анджелесі, Каліфорнія, в 91-річному віці.

## Особисте життя
21 січня 1962 року Лорі вступила у шлюб з Джо Моргенштерном, журналістом та кінокритиком. 1971 року подружжя вдочерило дівчинку Енн Грейс Моргенштерн. 1982 року пара розлучилася.
Пайпер Лорі також була скульпторкою, працювала з мармуром і глиною та виставляла свої роботи.

## Фільмографія
| Рік       |    | Українська назва                    | Оригінальна назва                  | Роль                                   |
| --------- | -- | ----------------------------------- | ---------------------------------- | -------------------------------------- |
| 1950      | ф  | Луїза                               | Louisa                             | Кеті Нортон                            |
| 1950      | ф  | Молочник                            | The Milkman                        | Кріс Еббот                             |
| 1952      | ф  | Син Алі-Баби                        | Son of Ali-Baba                    | принцеса Азура / Кікі                  |
| 1953      | ф  | Гравець з Міссісіпі                 | The Mississippi Gambler            | Анжеліка Дюро (Ліа)                    |
| 1954      | ф  | Джонні Дарк                         | Johnny Dark                        | Ліз Філдінг                            |
| 1954      | ф  | Небезпечна місія                    | Dangerous Mission                  | Луїза Грем                             |
| 1955      | ф  | Димовий сигнал                      | Smoke Signal                       | Лора Еванс                             |
| 1956      | ф  | Келлі і я                           | Kelly and Me                       | Міна ван Ранкел                        |
| 1961      | ф  | Більярдист                          | The Hustler                        | Сара Пекард                            |
| 1976      | ф  | Керрі                               | Carrie                             | Маргарет Вайт                          |
| 1976      | ф  | Жінка-бунтарка                      | The Woman Rebel                    | Маргарет Сенгер                        |
| 1977      | ф  | Рубі                                | Ruby                               | Рубі Клер                              |
| 1978      | ф  | Веселка                             | Rainbow                            | Етель Гамм                             |
| 1979      | ф  | Тім                                 | Tim                                | Мері Гортон                            |
| 1981      | ф  | Бункер                              | The Bunker                         | Магда Геббельс                         |
| 1981      | ф  | Макбет                              | Macbeth                            | леді Макбет                            |
| 1982      | тф | Мей Вест                            | Mae West                           | Матильда Вест                          |
| 1983      | с  | Ті, що співають у терні             | The Thorn Birds                    | Енн Мюллер                             |
| 1983      | с  | Сент-Елсвер                         | St. Elsewhere                      | Фран Сінглтон                          |
| 1985      | с  | Вона написала вбивство              | Murder, She Wrote                  | Пеггі Шеннон                           |
| 1985      | с  | Готель                              | Hotel                              | Джессіка                               |
| 1985      | с  | Сутінкова зона: Розпечений чоловік  | The Twilight Zone: The Burning Man | тітка Ніва                             |
| 1985      | ф  | Повернення в країну Оз              | Return to Oz                       | тітка Ем                               |
| 1985      | с  | Сутінкова зона: Бабуся              | The Twilight Zone: Gramma          | бабуся (голос)                         |
| 1986      | с  | Метлок                              | Matlock                            | Клер Лі                                |
| 1986      | ф  | Діти меншого бога                   | Children of a Lesser God           | місіс Норман                           |
| 1986      | с  | Обіцянка                            | Promise                            | Енні Гілберт                           |
| 1987      | с  | Красуня і Чудовисько                | Beauty and the Beast               | місіс Девіс                            |
| 1988      | ф  | Побачення зі смертю                 | Appointment with Death             | Емілі Бойнтон                          |
| 1988      | ф  | Ворсоу на прізвисько Тигр           | Tiger Warsaw                       | Френсіс Ворсоу                         |
| 1989      | ф  | Загадай маленьку мрію               | Dream a Little Dream               | Джена Еттінгер                         |
| 1990—1991 | с  | Твін Пікс                           | Twin Peaks                         | Кетрін Мартелл                         |
| 1991      | ф  | Чужі гроші                          | Other People's Money               | Беа Салліван                           |
| 1992      | ф  | Сторівіль                           | Storyville                         | Констанс Фаулер                        |
| 1993      | ф  | Я боровся з Ернестом Гемінгвеєм     | Wrestling Ernest Hemingway         | Джорджія                               |
| 1993      | ф  | Травма                              | Trauma                             | Адріана Петреску                       |
| 1994      | с  | Фрейзер                             | Frasier                            | Маріанна                               |
| 1995      | тф | Зачарований кров'ю                  | Intensity                          | Міріам Брейнард                        |
| 1995      | ф  | Лугова арфа                         | The Grass Harp                     | Доллі Тальбо                           |
| 1995      | ф  | Постовий на перехресті              | The Crossing Guard                 | Гелен Бут                              |
| 1995—1996 | с  | Швидка допомога                     | ER                                 | Сара Росс                              |
| 1997      | с  | Дотик янгола                        | Touched by an Angel                | Енні Дойл                              |
| 1998      | ф  | Факультет                           | The Faculty                        | місіс Олсон                            |
| 1999      | с  | Фрейзер                             | Frasier                            | місіс Малерн                           |
| 2000      | с  | Вілл і Грейс                        | Will & Grace                       | Шерон                                  |
| 2001      | с  | Закон і порядок: Спеціальний корпус | Law & Order: Special Victims Unit  | Дороті Радд                            |
| 2004      | с  | Мертві, як я                        | Dead Like Me                       | Ніна Роммей                            |
| 2005      | с  | Мертва справа                       | Cold Case                          | Роуз                                   |
| 2006      | ф  | Мертва дівчинка                     | The Dead Girl                      | мати Арден                             |
| 2007      | ф  | Зацькована                          | Hounddog                           | бабуся                                 |
| 2010      | ф  | Хешер                               | Hesher                             | Маделайн Форні                         |
| 2017      | с  | Твін Пікс: Повернення               | Twin Peaks: The Return             | Кетрін Мартелл (в архівному матеріалі) |
| 2018      | с  | Новий агент Макгайвер               | MacGyver                           | Едіт                                   |
| 2018      | ф  | Білий хлопець Рік                   | White Boy Rick                     | Вера Верш                              |

## Нагороди та номінації
Оскар
- 1961 — Номінація на найкращу акторку (Більярдист).
- 1976 — Номінація на найкращу акторку другого плану (Керрі).
- 1986 — Номінація на найкращу акторку другого плану (Діти меншого бога).

BAFTA
- 1961 — Номінація на найкращу іноземну акторку (Більярдист).

Золотий глобус
- 1976 — Номінація на найкращу жіночу роль другого плану у кінофільмі (Керрі).
- 1984 — Номінація на найкращу акторку у мінісеріалі (Ті, що співають у терні).
- 1990 — Найкраща жіноча роль у серіалі, мінісеріалі або телефільмі (Твін Пікс).

Еммі
- 1981 — Номінація на найкращу акторку другого плану у мінісеріалі або телефільмі (Бункер).
- 1983 — Номінація на найкращу акторку другого плану у мінісеріалі або телефільмі (Ті, що співають у терні).
- 1983 — Номінація на найкращу жіночу роль другого плану у драматичному серіалі (Сент-Елсвер).
- 1987 — Найкраща жіноча роль другого плану у мінісеріалі або телефільмі (Обіцянка).
- 1990 — Номінація на найкращу жіночу роль у драматичному серіалі (Твін Пікс).
- 1991 — Номінація на найкращу акторку другого плану у драматичному серіалі (Твін Пікс).
- 1999 — Номінація на найкращу запрошену акторку у комедійному серіалі (Фрейзер).

## Галерея

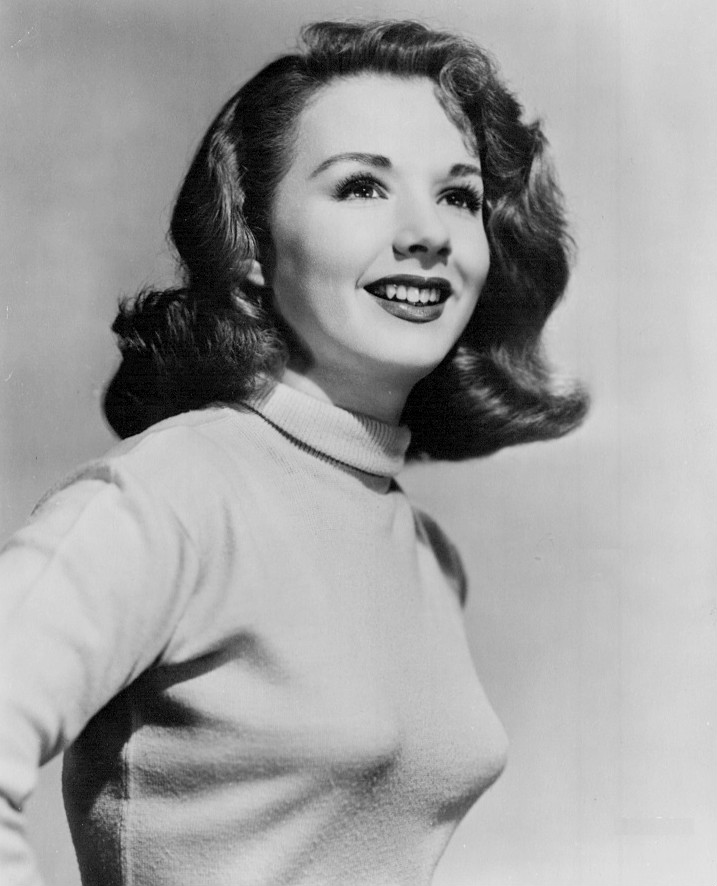
Пайпер Лорі у 1951 році
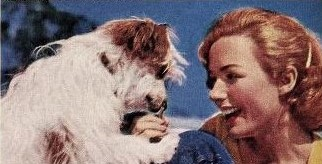
Пайпер Лорі у 1954 році
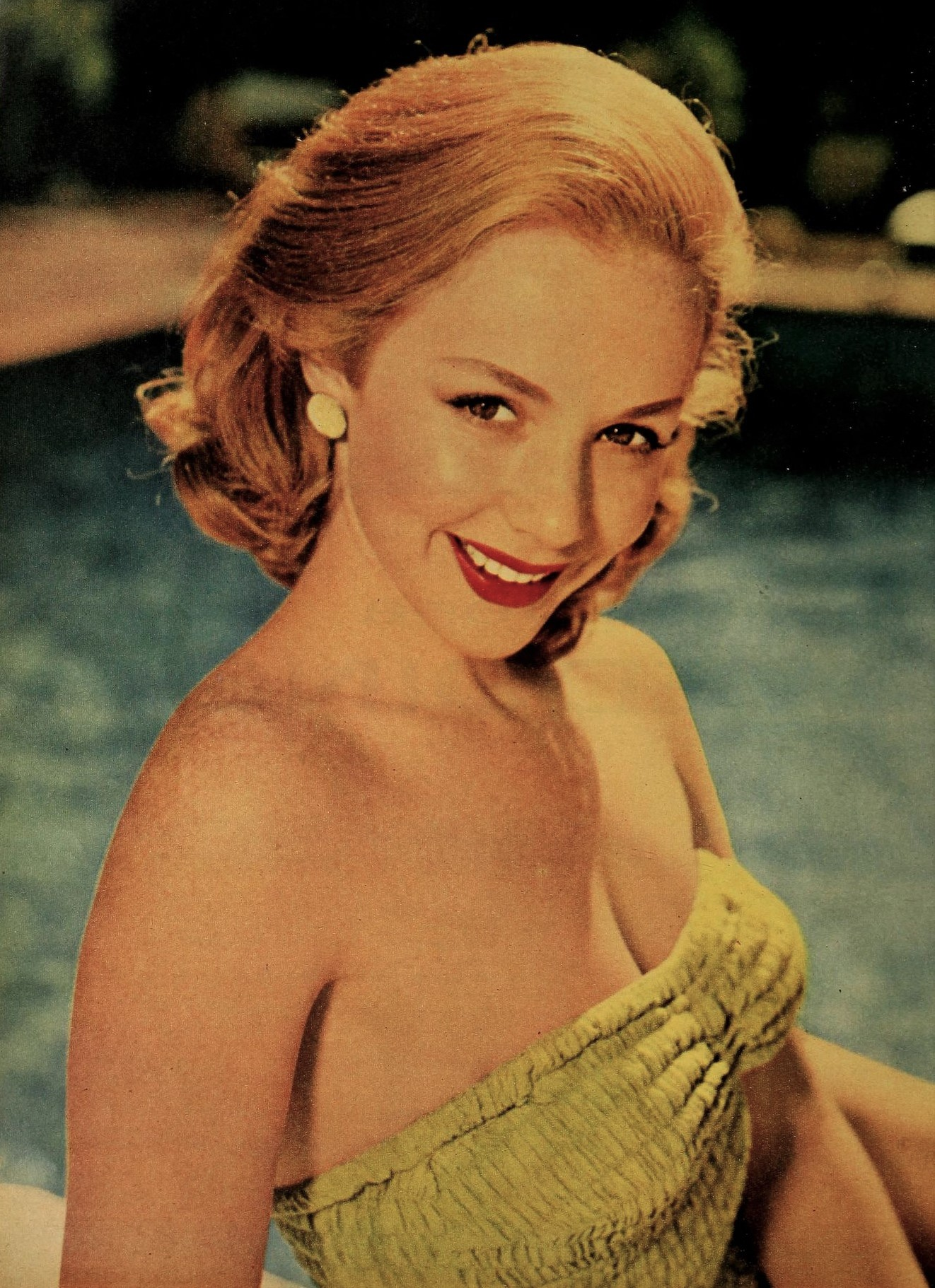
Пайпер Лорі у 1954 році
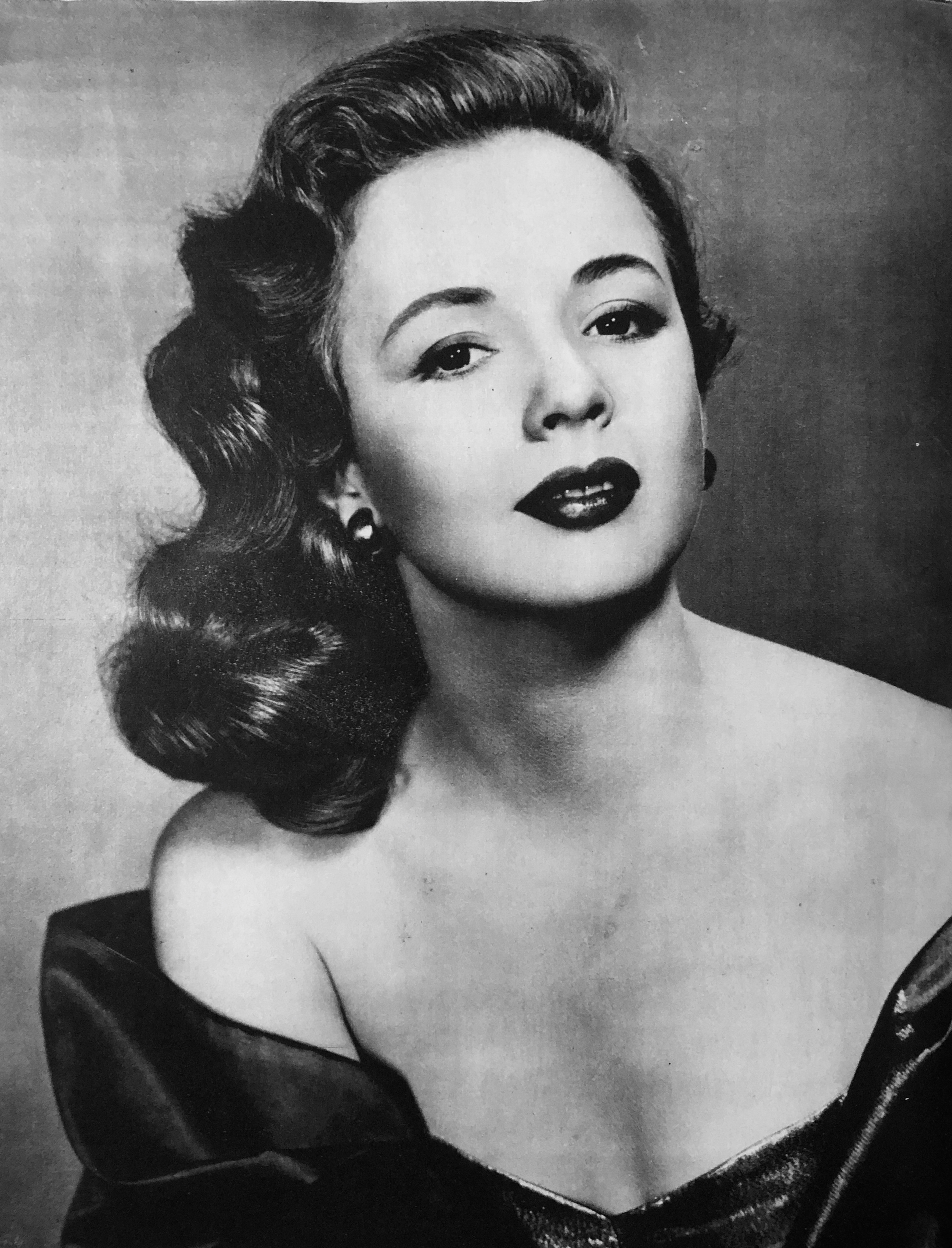
Пайпер Лорі у 1954 році
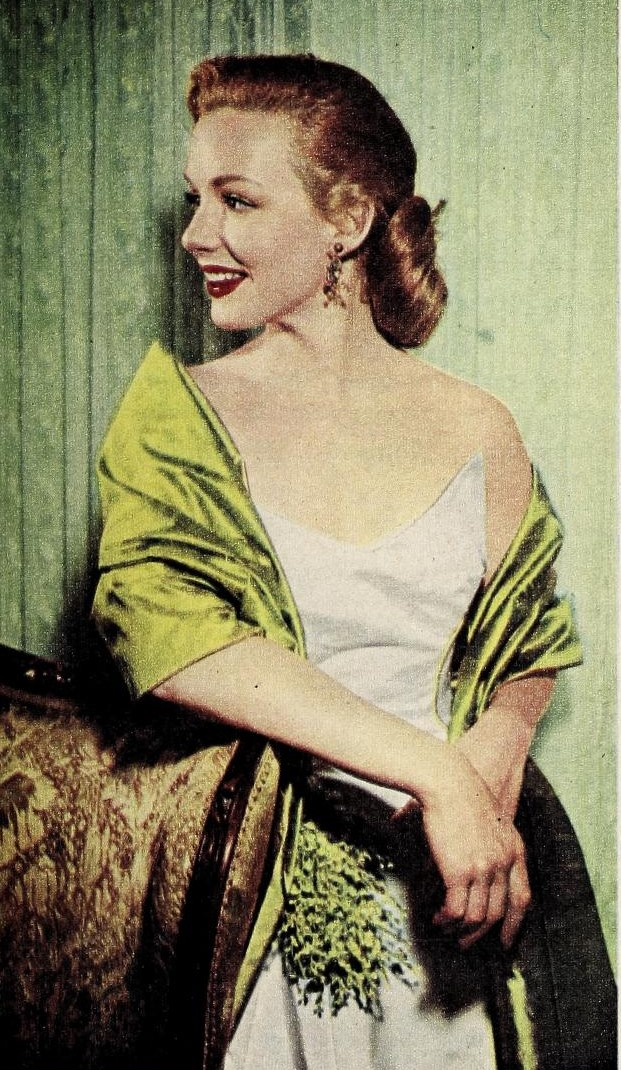
Пайпер Лорі у 1955 році
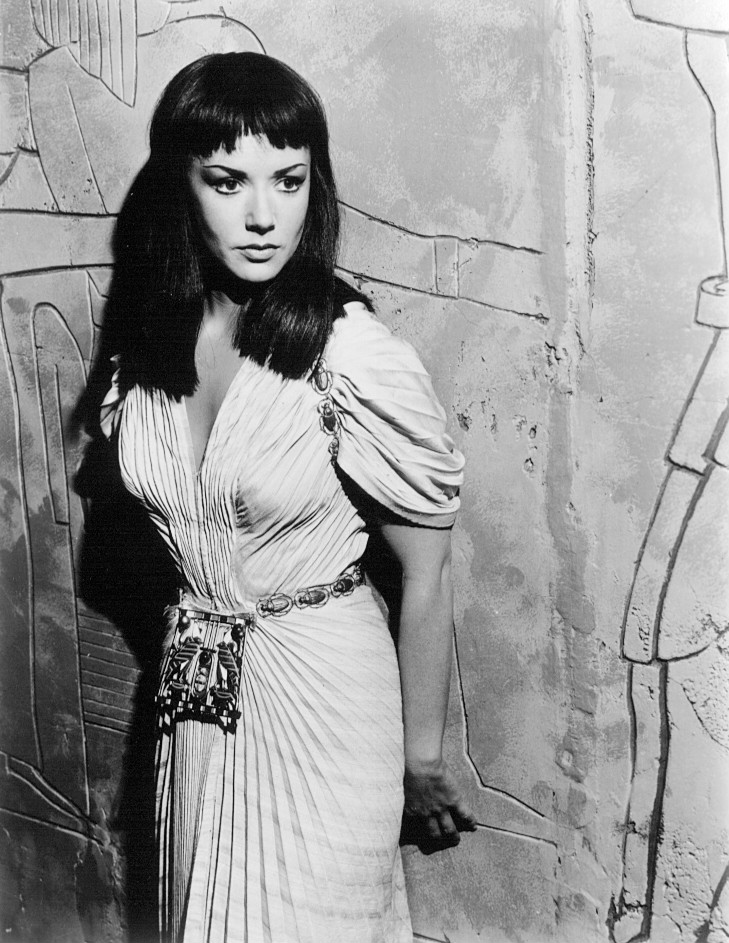
Пайпер Лорі у 1959 році
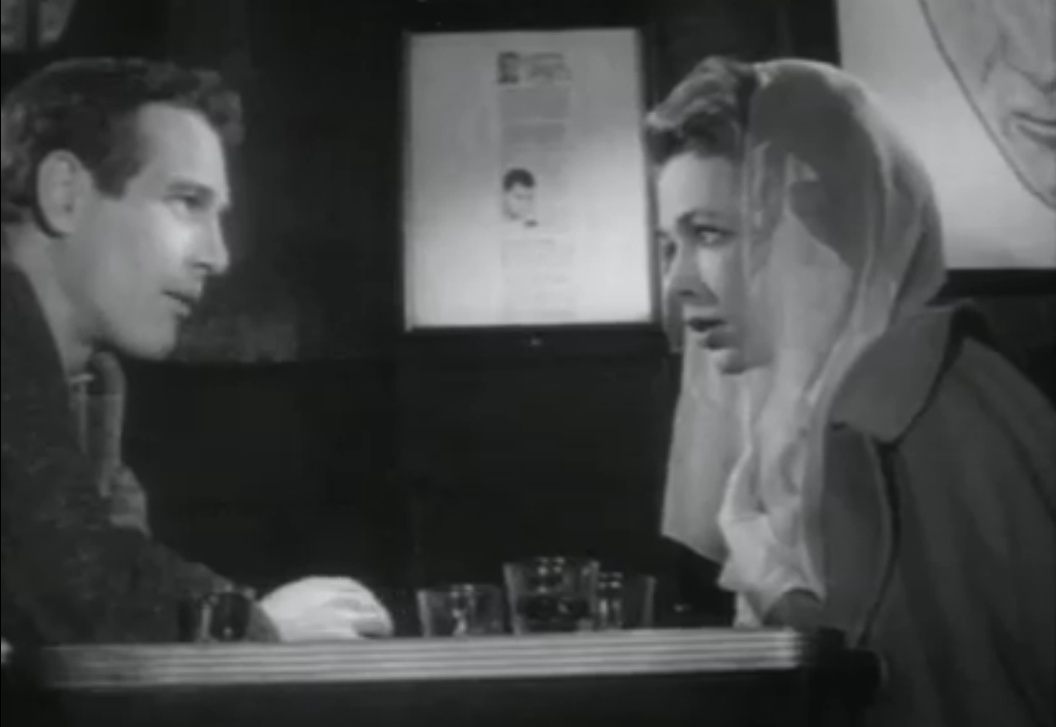
Пол Ньюман і Пайпер Лорі у фільмі «Більярдист» (1961)
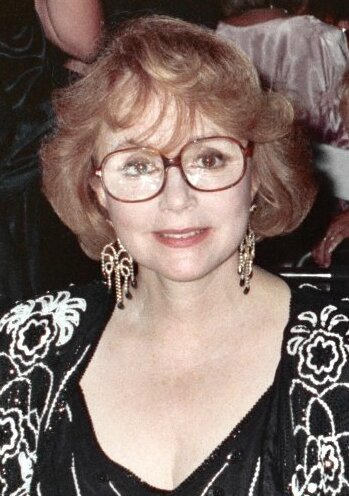
Пайпер Лорі у 1990 році